# Sala (Bougnounou)
Pour les articles homonymes, voir Sala.
Ne doit pas être confondu avec Sala (Satiri).
Sala est une commune rurale située dans le département de Bougnounou de la province du Ziro dans la région du Centre-Ouest au Burkina Faso.

## Éducation et santé
Sala accueille un centre de santé et de promotion sociale (CSPS) tandis que le centre médical avec antenne chirurgicale (CMA) de la province se trouve à Léo.